# Friedrich Drews (Politiker, 1898)
Friedrich Drews (* 1898; † 1958) war ein deutscher Politiker. 
Von Beruf war Drews Gewerbelehrer. Nach dem Zweiten Weltkrieg half er beim Wiederaufbau der Arbeiterorganisationen. Er vertrat die Forderung des Anschlusses von Flensburg nach Dänemark. Die Sozialdemokratische Partei Flensburg (SPF) unterstützte ihn. Von Februar 1946 bis April 1950 nahm er den Posten als Oberstadtdirektor Flensburgs war, von 1950 bis 1955 den des Stadtoberhauptes.
Seit 1907 war Drews Guttempler der Flensburger Loge Digynia. Die Oscar-Olsson-Medaille erhielt Friedrich Drews 1949 für die Verdienste um den Wiederaufbau der Guttemplerarbeit in Deutschland nach dem Kriege. Ferner war Drews Freimaurer der Loge Leuchte im Norden.